# 疏花酸模
疏花酸模（学名：Rumex nepalensis var. remotiflorus）为蓼科酸模属下的一个变种。